# Steven Soderbergh
Steven Andrew Soderbergh (Atlanta, Geòrgia, 14 de gener de 1963) és un productor cinematogràfic, guionista, director de fotografia, editor i director de cinema estatunidenc. Va guanyar l'Oscar al millor director el 2000 per la pel·lícula Traffic.

## Biografia

### Primers anys i inicis
Soderbergh va néixer de pares d'ascendència sueca (el nom original de la família, Söderberg, va ser canviat quan la família va emigrar als Estats Units. De nen, la família es va mudar d'Atlanta a Baton Rouge (Louisiana), on el seu pare va esdevenir degà d'ensenyament a la Universitat Estatal de Louisiana (LSU). Allí va descobrir la filmació com un adolescent, dirigint curtmetratges amb pel·lícula de Super 8 mm i equip prestat per estudiants de la Universitat. Soderbergh va anar a l'escola secundària Louisiana State University Laboratory School, una institució dirigida per la universitat. Mentre encara estava en la secundària, Soderbergh va prendre una classe d'animació de cinema a la universitat i va començar a realitzar curtmetratges de 16 mm amb equip de segona mà.
En lloc d'anar a estudiar a la LSU, Soderbergh va provar sort a Hollywood després de graduar-se a l'ensenyament secundari. Va començar treballant com un anotador d'un programa de jocs i finalment va trobar un treball com a editor de cinema [[freelance]]. La gran oportunitat va arribar quan va dirigir el vídeo del concert 9012 Live del grup Yes el 1985, pel qual va ser nominat als Premis Grammy.

### Sexe, mentides i cintes de vídeo
No va ser fins que Soderbergh va tornar a Baton Rouge quan va concebre la idea de Sexe, mentides i cintes de vídeo, que va escriure en vuit dies. La pel·lícula va guanyar la Palma d'Or al Festival Internacional de Cinema de Canes i va ser un èxit comercial a nivell mundial. Va contribuir enormement a la revolució de cinema independent dels anys 1990. El crític de cinema Roger Ebert va considerar Soderbergh «el noi de pòster» de la generació Sundance.

### Treball de 1993 a 1998
Sexe, mentides i cintes de vídeo va ser seguida per una sèrie pel·lícules de baix cost que van tenir poc èxit en la taquilla: Kafka, una pel·lícula biogràfica que barreja fets reals i la ficció de l'escriptor txec (principalment El castell i El procés), escrita per Lem Dobbs i protagonitzada per Jeremy Irons com a Franz Kafka; King of the Hill, un drama de l'era de la Gran Depressió amb poc èxit comercial però aclamat per la crítica; Underneath, una nova versió de la pel·lícula de 1949 de Robert Siodmak, Criss Cross; i Schizopolis, una comèdia que ell va protagonitzar, escriure, compondre, rodar i dirigir. El seu fracàs comercial va acabar el 1998 amb Un embolic molt perillós, una adaptació d'una novel·la d'Elmore Leonard, amb guió de Scott Frank i protagonitzada per George Clooney i Jennifer López. El film va ser elogiat per la crítica, encara que solament va tenir un èxit moderat en la taquilla. Va servir per a reafirmar el potencial de Soderbergh, a més d'iniciar una associació lucrativa artística entre Clooney i Soderbergh.

### Més èxit: 1999 i 2000
Soderbergh va continuar l'èxit d'Un embolic molt perillós fent altra comèdia de crim, The Limey, d'un guió original de Lem Dobbs i protagonitzada per actors veterans com ara Terence Stamp i Peter Fonda. El film va ser ben rebut, però no tant com Erin Brockovich (2000), escrita per Susannah Grant i protagonitzada per Julia Roberts en el paper d'una mare soltera enfrontant-se a la indústria en un litigi. Per aquest paper Julia Roberts va guanyar l'Oscar a la millor actriu el 2000. Més tard, aquest mateix any, Soderbergh va llançar el seu projecte més ambiciós fins a la data, Traffic (amb un metratge de 147 minuts, el film tenia 135 diàlegs fets en vuit ciutats diferents), un drama social escrit per Stephen Gaghan. Traffic va ser la seua més aclamada pel·lícula des de Sexe, mentides i cintes de vídeo i li va valer l'Oscar al millor director també el 2000. Va estar nominat aquest mateix any per Erin Brockovich. És l'únic director que ha estat nominat en el mateix any per Millor Director per dues pel·lícules diferents als Oscar, els Globus d'Or i els premis del Sindicat de Directors d'Amèrica. Va ser la primera vegada que això va ocórrer en els Oscars en seixanta anys.

### Treball de 2000 a 2006

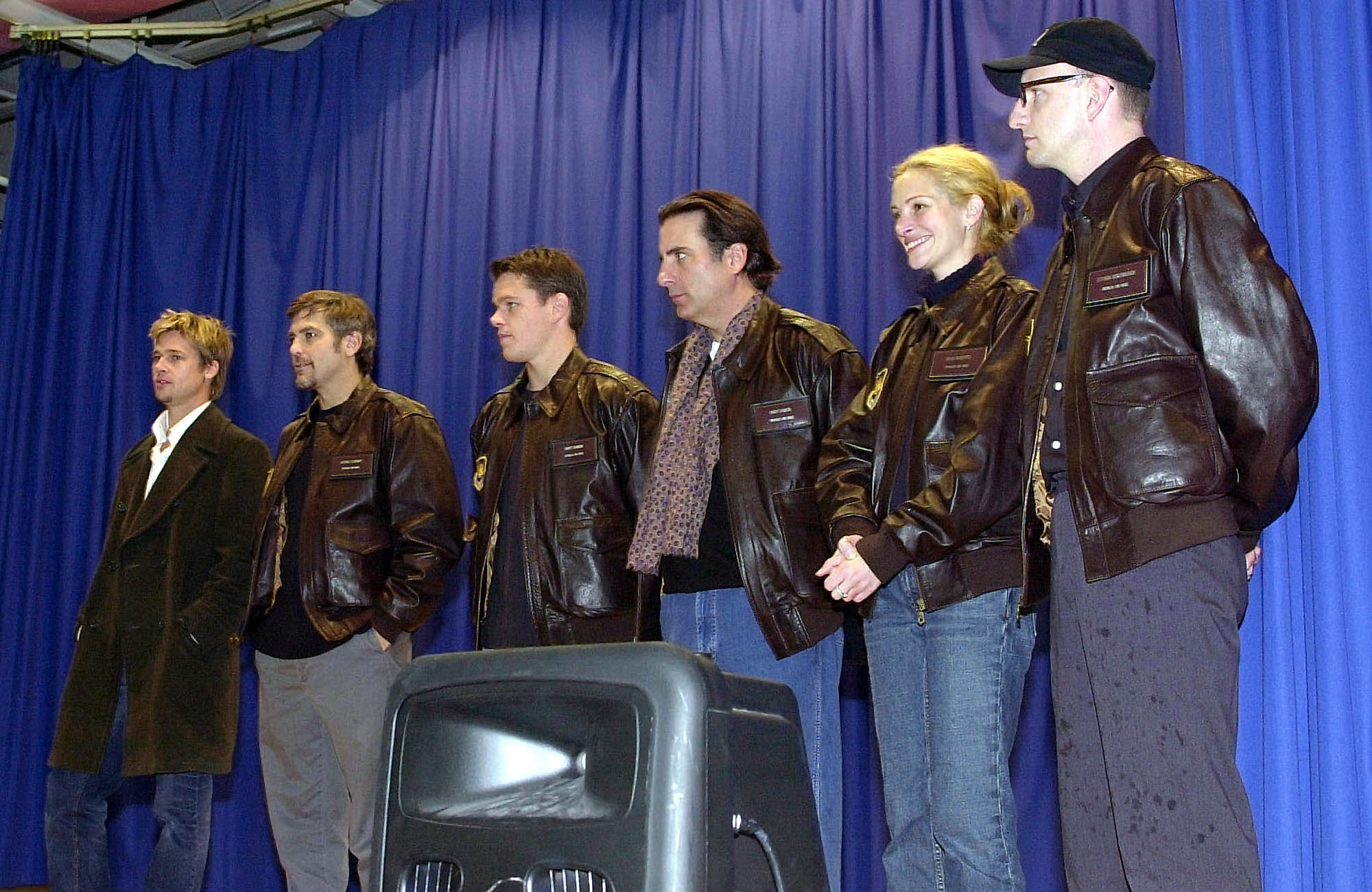
Brad Pitt, George Clooney, Matt Damon, Andy Garcia, Julia Roberts i Soderbergh al desembre de 2001

Ocean's Eleven, amb un elenc d'estrelles i una estètica cridanera, és la pel·lícula de major recaptació per a Soderbergh fins a la data, ha cobrat més de 183 milions de dòlars. El protagonista, George Clooney, també va aparèixer en la pel·lícula de 2002 Solaris, la tercera vegada que Clooney i Soderbergh treballen junts. El mateix any, Soderbergh va fer Full Frontal, filmat per major part en vídeo digital en un estil improvisat que elimina la barrera entre les actuacions dels actors com personatges i com a versions fictícies d'ells mateixos. El títol és una referència a quan un actor o actriu apareix totalment nu en la pantalla, en anglès full frontal nudity.
El següent projecte de Soderbergh va ser K Street (2003), amb el mateix estil de Full Frontal, una sèrie de televisió de deu capítols sobre polítics que va coproduir al costat de Clooney. La sèrie va ser notable per ser parcialment improvisada, així com per ser produïda en els cinc dies abans de la transmissió de cada episodi per tal d'aprofitar els esdeveniments recents en la narrativa fictícia. Polítics veritables van aparèixer tant en cameos així com versions fictícies de si mateixos, igual que els protagonistes, Mary Matalin i el seu espòs James Carville. El programa va causar controvèrsia en les eleccions primàries demòcrates de 2004 quan Carville va atribuir al candidat Howard Dean una frase durant una filmació que Dean després va usar en un debat.
Ocean's Twelve, la seqüela de Ocean's Eleven, va ser estrenada el 2004. The good German (El bon alemany), un drama romàntic protagonitzat per Cate Blanchett i George Clooney, va ser llançat el 15 de desembre de 2006. Ocean's Thirteen, la sisena col·laboració de Clooney i Soderbergh, va ser llançada el juny de 2007.

### 2006-2008
El 2006, Soderbergh va sorprendre amb Bubble, un film amb un pressupost d'1,6 milions de dòlars protagonitzat per un repartiment d'actors no professionals. Va aparèixer simultàniament la cadena de cinemes Landmark Theatres i a la Televisió per cable AXS TV, i quatre dies després va ser llançat en DVD. Els caps de la indústria van observar-ho amb atenció, a causa de les implicacions que aquest programa d'estrena insòlit podria tenir amb pel·lícules futures. Els propietaris dels cinemes, i el president de la National Association of Theatre Owners, John Fithian, va dir indirectament que el model d'estrena del film era «la major amenaça per a la viabilitat de la indústria del cinema d'avui dia». Soderbergh va respondre a aquestes crítiques: «No crec que això vagi a destruir l'experiència d'anar al cinema més que l'opció de demanar el menjar a domicili hagi destruït el negoci dels restaurants». No obstant això, la pel·lícula va tenir poc èxit tant en taquilla com en el mercat del video casolà. El 2007, Soderbergh i Tony Gilroy van contribuir en un comentari per la reestrena del DVD de El tercer home per Criterion Collection. El 2008 va dirigir dues pel·lícules sobre Ernesto "Che" Guevara: The Argentine i Escamot, ambdues protagonitzades per Benicio del Toro.

### 2009-2017
En 2010 va dirigir Contagi, i després de dirigir The Knick va començar a treballar en una gran varietat de projectes personals, començant per dirigir una obra de teatre Off-Broadway titulada The Library el 2014. El 21 d’abril de 2014, Soderbergh va llançar al seu lloc web un muntatge alternatiu de la controvertida La porta del cel de 1980 de Michael Cimino, i el 22 de setembre de 2014, va penjar una versió muda en blanc i negre d'A la recerca de l'arca perduda, amb música de The Social Network de Trent Reznor i Atticus Ross. En 2016 va produir la sèrie The Girlfriend Experience i en 2018, Mosaic.

### Experimentació amb telèfons mòbils i treball per a plataformes destreaming
L’any 2017 Soderbergh va estrenar Unsane, un thriller psicològic rodat en 10 dies amb l'iPhone 7 Plus, seguint el precedent establert per Sean Baker amb Tangerine. El director va aprofitar la mida del dispositiu per gravar des d’angles i posicions poc habituals, que provoquen un efecte d’inquietud i paranòia. L’èxit d’aquesta producció va permetre que la seva pel·lícula següent, High Flying Bird, que incorporava els avenços tècnics de l'iPhone 8, fos finançada per Netflix i comptés amb un pressupost superior.
Aquell mateix any va estrenar The Laundromat, també a Netflix, el següent va presentar Let Them All Talk a HBO Max i, a principis de 2021, No sudden Move en la mateixa plataforma. Tot i que aquests films no contenen plans gravats amb smartphones, també tenen un important component d'experimentació visual, a través de la il·luminació o l'ús d'objectius gran angular.

## Estil de direcció i col·laboracions amb actors
«Sempre m'he dut bé amb ells», diu Soderbergh sobre els actors, «sempre intento estar segur que estiguin bé, i quan estan en el plató els deixo tot sol. No em fico en el seu camí». El seu estil de dirigir no intrusiu ha fet que grans estrelles hagin interpretat diverses pel·lícules dirigides per ell. Julia Roberts va tenir papers secundaris a Ocean's Eleven, Ocean's Twelve i Full Frontal i a més va guanyar un Oscar a la millor actriu pel seu paper protagonista a Erin Brokovich. Benicio del Toro, qui també va guanyar un Oscar al millor actor secundari pel seu treball a Traffic, va protagonitzaà Escamot. Altres actors habituals en la filmografia de Soderbergh són Luis Guzmán (Un embolic molt perillós, The Limey i Traffic) i Don Cheadle (Un embolic molt perillós, Traffic, Ocean's Eleven, Ocean's Twelve i Ocean's Thirteen). No obstant això, l'actor que ha protagonitzat no menys de sis de les pel·lícules de Soderbergh és George Clooney, amb qui és copropietari de la companyia de producció Section Eight Productions. La companyia va produir els èxits Lluny del cel, Insomnia i Syriana, així com les pel·lícules dirigides per Clooney Confessions of a Dangerous Mind i Bona nit i bona sort.
Soderbergh sovint actua com el seu propi director de fotografia sota el pseudònim de Peter Andrews i ocasionalment com el seu propi editor sota l'àlies de Mary Ann Bernard. Mentre rodava Traffic, Soderbergh volia ser acreditat com a «editor de fotografia i director». No obstant això, el Sindicat de Guionistes dels Estats Units no permetria un altre crèdit a part del de guionista. Com que Soderbergh no volia que el seu nom fos usat més d'una vegada, va adoptar el pseudònim Peter Andrews, el primer i segon nom del seu pare.
El 2009, una pel·lícula de Warner Bros va tenir Soderbergh treballant al costat de Matt Damon de nou. The Informant, una història veritable, protagonitzada per Damon en el paper de Mark Whitacre, un informant corporatiu. Whitacre va usar equip d'enregistrament per dos anys i mig per al FBI en la companyia Archer Daniels Midland, en un dels casos més grans de fixació de preus en la història. El guió va ser escrit per Scott Z. Burns basat en el llibre de Kurt Eichenwald, The Informant.

## Filmografia

### Director
- Sexe, mentides i cintes de vídeo (Sex, lies, and videotape) (1989)
- Kafka (1991)
- King of the Hill (1993)
- Underneath (1995)
- Gray's Anatomy (1996)
- Schizopolis (1996)
- Un embolic molt perillós (Out of Sight) (1998)
- The Limey (1999)
- Erin Brockovich (2000)
- Traffic (2000)
- Ocean's Eleven (2001)
- Full Frontal (2002)
- Solaris (2002)
- Eros (2004)
- Ocean's Twelve (2004)
- Bubble (2005)
- The Good German (2006)
- Ocean's Thirteen (2007)
- Life Interrupted (2007)
- The Argentine (2008)
- Guerrilla (2008)
- The Informant (2009)
- The Girlfriend Experience (2009)
- And Everything Is Going Fine (2010, documental)
- Contagion (2011)
- Haywire (2012)
- Magic Mike (2012)
- Side Effects (2013)
- Behind the Candelabra (2013)
- Ocean's 8 (2018)
- The Laundromat (2019)
- Let Them All Talk (2020)
- No Sudden Move (2021)
- Kimi (2022)
- Magic Mike's Last Dance (2023)
- Presence (2024)
- Black Bag (2025)

### Guionista
- 1989: Sexe, mentides i cintes de vídeo (Sex, lies, and videotape)
- 1993: King of the Hill
- 1995: Underneath com Sam Lowry
- 1996: Schizopolis
- 1997: Nightwatch
- 2002: Solaris
- 2004: Eros

### Director de fotografia
- 1996: Schizopolis
- 2000: Traffic - com Peter Andrews
- 2001: Ocean's Eleven - com Peter Andrews
- 2002: Full Frontal - com Peter Andrews
- 2002: Solaris - com Peter Andrews
- 2004: Ocean's Twelve - com Peter Andrews
- 2004: Eros
- 2006: Bubble - com Peter Andrews
- 2006: The Good German - com Peter Andrews
- 2007: Ocean's Thirteen - com Peter Andrews

### Editor
- 1989: Sexe, mentides i cintes de vídeo (Sex, lies, and videotape)
- 1991: Kafka
- 1993: King of the Hill
- 2002: Solaris - com Mary Ann Bernard
- 2004: Eros
- 2006: Bubble - com Mary Ann Bernard
- 2006: The Good German - com Mary Ann Bernard

### Productor
- 1994: Suture
- 1996: The Daytrippers
- 1998: Pleasantville
- 2002: Lluny del cel (Far from Heaven)
- 2002: Confessions of a Dangerous Mind
- 2002: Welcome to Collinwood
- 2002: Naqoyqatsi
- 2004: Keane
- 2004: Criminal
- 2005: Syriana
- 2005: Bona nit i bona sort
- 2005: The Jacket
- 2007: I'm Not There
- 2008: Tishomingo Blues
- 2014: Citizenfour